# 12 Dywizja Polowa Luftwaffe
12 Dywizja Polowa Luftwaffe (niem. 12 Luftwaffe Feld Division) – utworzona na terenie Niemiec w 1942 z Flieger-Regiment 12. W listopadzie 1943 roku przemianowana (jak wszystkie dywizje polowe Luftwaffe) na 12 Feld Division (L). Walczyła na północnym odcinku frontu wschodniego, gdzie poniosła ciężkie straty pod Leningradem.
W trakcie walk odwrotowych część dywizji trafiła do Kurlandii, a część do Prus Wschodnich. Ta ostatnia uczestniczyła w walkach obronnych w rejonie Gdańska i Gdyni, a następnie niedobitki, wraz z fragmentami ewakuowanymi drogą morską z Kurlandii do Gdańska (lub Gdyni), walczyli do momentu poddania się (początek maja, ale już po ogłoszeniu kapitulacji Niemiec) na terenie Mierzei Wiślanej.

## Skład bojowy dywizji (1944)
- Stab der Division
- Jäger-Regiment 23 (L)
- Jäger-Regiment 24 (L)
- Jäger-Regiment 25 (L)
- Feldersatz-Bataillon 12 (L)
- Panzerjäger-Abteilung 12 (L)
- Artillerie-Regiment 12 (L)
- Divisions-Füsilier-Bataillon 12 (L)
- Pionier-Bataillon 12 (L)
- Nachrichten-Abteilung 12 (L)
- Versorgungstruppen 12 (L)

## Dowódcy
- Generalleutnant Herbert Kettner (od 1 października 1942)
- Generalleutnant Gottfried Weber (od 15 listopada 1943)
- Generalmajor Franz Schlieper (od 10 kwietnia 1945)

## Przydziały i podległość na polu walki 12 Feld Division (L)
| Rok  | Miesiąc     | Grupa armii         | Armia             | Korpus                 | Miejsce walk    |
| ---- | ----------- | ------------------- | ----------------- | ---------------------- | --------------- |
| 1943 | listopad    | Grupa Armii Północ  | 18 Armia          | XXVIII Korpus Armijny  | Wołchow         |
| 1944 | styczeń     | Grupa Armii Północ  | 18 Armia          | XXVIII Korpus Armijny  | Wołchow         |
| 1944 | marzec      | Grupa Armii Północ  | 18 Armia          | L Korpus Armijny       | Psków           |
| 1944 | kwiecień    | Grupa Armii Północ  | 18 Armia          | XXVIII Korpus Armijny  | Psków, Ryga     |
| 1944 | październik | Grupa Armii Północ  | 16 Armia          | XXXXIII Korpus Armijny | Ryga, Kurlandia |
| 1944 | grudzień    | Grupa Armii Północ  | 16 Armia          | L Korpus Armijny       | Kurlandia       |
| 1945 | styczeń     | Grupa Armii Północ  | 16 Armia          | VI Korpus SS           | Kurlandia       |
| 1945 | luty        | Grupa Armii Kurland | 18 Armia          | I Korpus Armijny       | Kurlandia       |
| 1945 | marzec      | Grupa Armii Kurland | 18 Armia          | X Korpus Armijny       | Kurlandia       |
| 1945 | kwiecień    | bez przydz.         | Armia Prusy Wsch. | XXIII Korpus Armijny   | Gdańsk/Gdynia   |